# Перший граматичний трактат
Пе́рший грамати́чний тракта́т (ісл. Fyrsta málfræðiritgerðin; англ. First Grammatical Treatise) — ісландський мовознавчий трактат ХІІ ст. Присвячений фонетиці давньоскандинавської і староісландської мов. Вміщений разом із іншими граматичними працями у ісландський рукописний Codex Wormianus. Займає перше місце у кодексі, тому названий «Першим». Написаний між 1140 і 1180 роками. Автор трактату — невідомий; в історіографії його часто називають «першим граматиком» (ісл. fyrsti málfræðingurinnангл. First Grammarian).

## Видання. Переклади

### Англійські
- First Grammatical Treatise: The Earliest Germanic Phonology. An Edition, Translation, and Commentary. ed. by E. Haugen, Einar. London, 1950 (2-е вид. — London: Longman, 1972)
- The First Grammatical Treatise: Introduction, Text, Notes, Translation, Vocabulary, Facsimiles // University of Iceland Publications in Linguistics, 1. ed. by H. Benediktsson. Reykjavík: Institute of Linguistics, 1972.

### Німецькі
- Arens, Hans. Sprachwissenschaft – Der Gang ihrer Entwicklung von der Antike bis zur Gegenwart. Band 1; Kapitel 18. Athenäum-Fischer, c 1969.